# Impossible Games

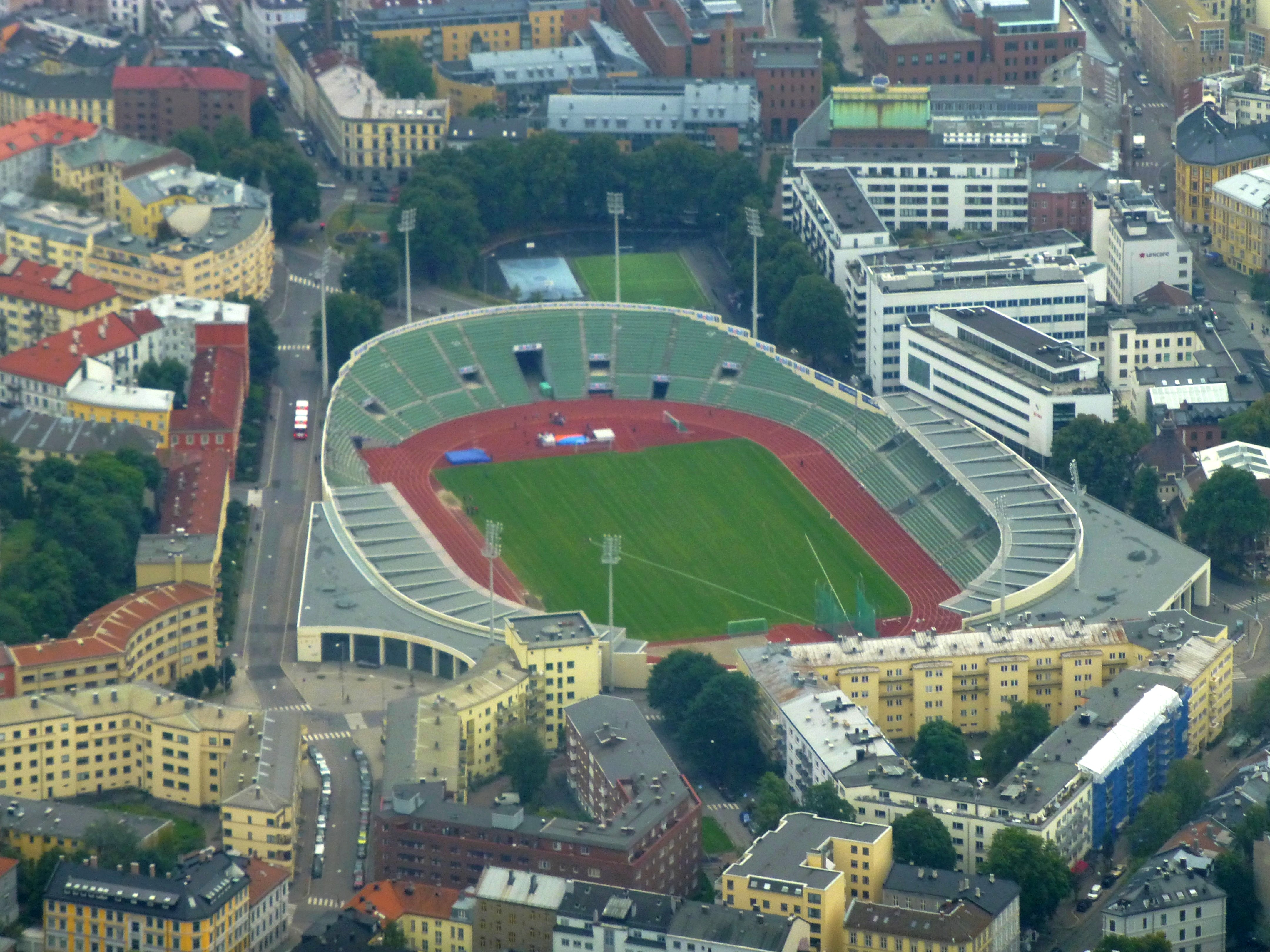
Flygbild över Bislett Stadion

Impossible Games var ett  digitalt idrottsevenemang på Bislett Stadion i Norge den 11 juni 2020 med deltagare från flera olika länder.

## Bakgrund
På grund av coronapandemin kan vanliga idrottstävlingar inte hållas under vår/sommar 2020, däribland Bislett Games. Därför har idén med direktsända digitala tävlingar lanserats. Evenemanget stöds av World Athletics.

## Deltagare som har bekräftats
Karsten Warholm hade som ambition att slå inofficiellt världsrekord på 300 meter häcklöpning. Rekorden från 2002 på 34,48 sekunder hålls av brittiska Chris Rawlinson. Daniel Ståhl, världsmästare i diskus i Doha 2019, skulle tävla mot två andra diskuskastare, Simon Pettersson och Ola Stunes Isene.
I stav tävlade världsrekordhållaren Armand Duplantis mot norska Sondre Guttormsen på Bislett och franska Renaud Lavillenie som hoppade hemma i Frankrike.

## Resultat
Under tävlingarna slogs flera rekord. Karsten Warholm slog det inofficiella världsrekordet på 300 meter häck med tiden 33,78 sekunder.  
Filip Ingebrigtsen slog norskt rekord på 1 000 meter med tiden 2:16.46 och Sondre Nordstad Moen sprang 25 000 meter på det nya europarekordet 1:12:46,5.
Bland kvinnorna sprang Therese Johaug på årets bästa tid på 10 000 meter löpning med tiden 31:40,67 och Line Kloster slog personligt rekord på 200 meter häcklöpning med tiden 26,11 sekunder.
Total deltog 27 tävlande (26 män + 11 kvinnor) i tävlingarna.

## Miljöpåverkan
Tävlingarna skall minimera utsläppen av CO2 genom att använda elbilar för transport av de tävlande.